# Bojište
Bojište, bojišnica, bitnica ili bojno polje je kopneni, morski i zračni prostor koji jest ili koji može biti obuhvaćen borbenim djelovanjima, a koji je po svojim zemljopisnim odlikama odvojeno od drugih područja (prirodnim zaprekama, udaljenošću i sl.), pri čemu se promjena situacije u tom prostoru ne će neposredno odraziti na stanje na inim prostorima (bojištima).
U praksi je to najčešće određeno zemljopisno područje u kojem se odvijaju borbena djelovanja, a koje graniči s područjima u kojima nema borbenih djelovanja.
Bojište je određeno potrebom zasebna planiranja operacija na najvišoj zapovjednoj razini, a njegove granice najčešće određuju prirodne kopnene prepreke (planine, rijeke i sl.) ili morska područja koja zahtijevaju drukčiji pristup planiranju, nego što je to slučaj s drugim područjima s kojima graniči.
Ukupnost svega prostora obuhvaćena borbenim djelovanjima u nekomu prostoru naziva se uvećano (integrirano) bojište
Predmetom je proučavanja vojne povijesti, antropologije, arheologije, vojne geologije, geomorfologije, kartografije i dr.